# Sinj
Sinj (Italiaans: Signo, Sign of Signa; Duits: Zein) is een stadje in de regio Split-Dalmatië in het zuiden van Kroatië. In 2001 woonden er in de stad en buitengebieden 25.373 mensen. De oppervlakte bedraagt 181 km², de bevolkingsdichtheid is 140,2 inwoners per km².
Sinj ligt 25 kilometer landinwaarts van Split.

## Geboren
- Zlatko Runje, voetballer
- Ante Vukušić (4 juni 1991), voetballer
- Mario Tičinović (20 augustus 1991), voetballer

Steden (gradovi): Split · Hvar · Imotski · Kaštela · Komiža · Makarska · Omiš · Sinj · Solin · Stari Grad · Supetar · Trilj · Trogir · Vis · Vrgorac · Vrlika

Gemeenten (općine): Baška Voda · Bol · Brela · Cista Provo · Dicmo · Dugi Rat · Dugopolje · Gradac · Hrvace · Jelsa · Klis · Lećevica · Lokvičići · Lovreć · Marina · Milna · Muć · Nerežišća · Okrug · Otok · Podbablje · Podgora · Podstrana · Postira · Prgomet · Primorski Dolac · Proložac · Pučišća · Runovići · Seget · Selca · Sućuraj · Sutivan · Šestanovac · Šolta · Tučepi · Zadvarje · Zagvozd · Zmijavci